# Campeonato Europeu de Atletismo em Pista Coberta de 2015 - 60 m feminino
A prova dos 60 metros feminino do Campeonato Europeu de Atletismo em Pista Coberta de 2015 foi disputada entre 7 e 8 de março de 2015 no O2 Arena em Praga, República Checa.

## Recordes
Antes desta competição, os recordes mundiais e do campeonato nesta prova eram os seguintes:
|                       | Nome            | Nacionalidade | Tempo | Local | Data                                           |
| --------------------- | --------------- | ------------- | ----- | ----- | ---------------------------------------------- |
| Recorde mundial       | Irina Privalova | Rússia        | 6s 92 | Madri | 11 de fevereiro de 1993 9 de fevereiro de 1995 |
| Recorde do campeonato | Nelli Cooman    | Países Baixos | 7s 00 | Madri | 23 de fevereiro de 1986                        |
| Recorde europeu       | Irina Privalova | Rússia        | 6s 92 | Madri | 11 de fevereiro de 1993 9 de fevereiro de 1995 |

## Medalhistas
| Ouro                  | Prata                  | Bronze              |
| Dafne Schippers (NED) | Dina Asher-Smith (GBR) | Verena Sailer (GER) |

## Cronograma
Todos os horários são locais (UTC+2).
| Data       | Hora  | Evento    |
| ---------- | ----- | --------- |
| 7 de março | 10:00 | Bateria   |
| 8 de março | 14:30 | Semifinal |
| 8 de março | 16:55 | Final     |

## Resultados

### Bateria
Qualificação: 4 atletas de cada bateria  (Q) mais os  4 melhores qualificados (q). 

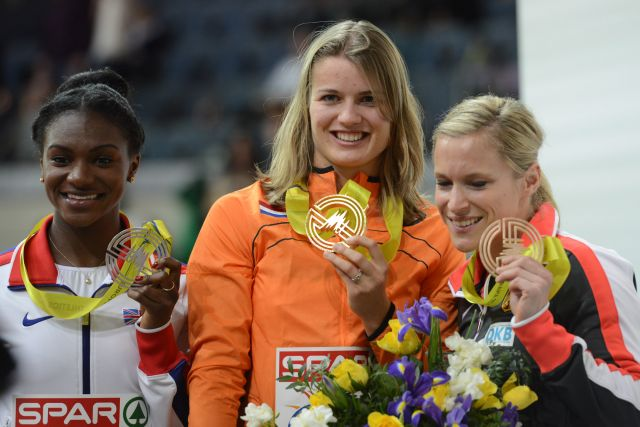
Os medalhistas (da esquerda para a direita): Asher-Smith, Schippers, Sailer

| Posição | Bateria | Atleta                      | Nacionalidade | Tempo | Notas                |
| ------- | ------- | --------------------------- | ------------- | ----- | -------------------- |
| 1       | 3       | Dafne Schippers             | Países Baixos | 7.07  | Q,                   |
| 2       | 2       | Verena Sailer               | Alemanha      | 7.10  | Q,                   |
| 2       | 4       | Dina Asher-Smith            | Reino Unido   | 7.10  | Q,                   |
| 4       | 5       | Ezinne Okparaebo            | Noruega       | 7.17  | Q,                   |
| 5       | 1       | Mujinga Kambundji           | Suíça         | 7.22  | Q                    |
| 5       | 5       | Olesya Povh                 | Ucrânia       | 7.22  | Q                    |
| 7       | 2       | Nataliya Pohrebnyak         | Ucrânia       | 7.23  | Q,                   |
| 7       | 3       | Alexandra Burghardt         | Alemanha      | 7.23  | Q                    |
| 9       | 1       | Ewa Swoboda                 | Polónia       | 7.24  | Q                    |
| 9       | 2       | Céline Distel-Bonnet        | França        | 7.24  | Q,                   |
| 11      | 1       | Maja Mihalinec              | Eslovênia     | 7.26  | Q, =                 |
| 11      | 3       | Rachel Johncock             | Reino Unido   | 7.26  | Q,                   |
| 11      | 4       | Ivet Lalova                 | Bulgária      | 7.26  | Q                    |
| 11      | 4       | Jamile Samuel               | Países Baixos | 7.26  | Q                    |
| 15      | 3       | Irene Ekelund               | Suécia        | 7.27  | Q                    |
| 16      | 4       | Audrey Alloh                | Itália        | 7.31  | Q,                   |
| 16      | 5       | Rebekka Haase               | Alemanha      | 7.31  | Q                    |
| 18      | 3       | Anasztázia Nguyen           | Hungria       | 7.33  | q                    |
| 19      | 2       | Marika Popowicz             | Polónia       | 7.34  | Q                    |
| 20      | 4       | Hanna-Maari Latvala         | Finlândia     | 7.36  | q                    |
| 21      | 5       | Inna Eftimova               | Bulgária      | 7.37  | Q                    |
| 21      | 2       | Petra Urbánková             | Chéquia       | 7.37  | q                    |
| 23      | 5       | Tiffany Tshilumba           | Luxemburgo    | 7.38  | q,                   |
| 24      | 1       | Elin Östlund                | Suécia        | 7.39  | Q,                   |
| 25      | 5       | Lina Grinčikaitė            | Lituânia      | 7.41  |                      |
| 26      | 1       | Éva Kaptur                  | Hungria       | 7.46  |                      |
| 27      | 2       | Alexandra Bezeková          | Eslováquia    | 7.47  |                      |
| 28      | 3       | Lenka Kršáková              | Eslováquia    | 7.49  | Recorde da temporada |
| 29      | 2       | Olga Lenskiy                | Israel        | 7.51  | =                    |
| 30      | 1       | Monika Weigertová           | Eslováquia    | 7.52  | Recorde pessoal      |
| 30      | 3       | Hrafnhild Eir Hermóðsdóttir | Islândia      | 7.52  |                      |
| 30      | 4       | Maarja Kalev                | Estónia       | 7.52  |                      |
| 33      | 4       | Nimet Karakuş               | Turquia       | 7.60  |                      |
| 34      | 5       | Sibel Agan                  | Turquia       | 7.67  |                      |
| 35      | 2       | Rachel Fitz                 | Malta         | 7.88  |                      |
| 36      | 5       | Estefania Sebastian         | Andorra       | 7.94  |                      |
| 37      | 1       | Marija Stillo               | Albânia       | 8.06  |                      |
| 38      | 1       | Georgia Kokloni             | Grécia        | DSQ   | R162.7               |

### Semifinal
Qualificação: 2 atletas de cada bateria  (Q) mais os  2 melhores qualificados (q). 
| Posição | Bateria | Atleta               | Nacionalidade | Tempo | Notas                |
| ------- | ------- | -------------------- | ------------- | ----- | -------------------- |
| 1       | 3       | Verena Sailer        | Alemanha      | 7.08  | Q,                   |
| 2       | 1       | Dina Asher-Smith     | Reino Unido   | 7.10  | Q, =                 |
| 2       | 2       | Dafne Schippers      | Países Baixos | 7.10  | Q                    |
| 4       | 1       | Ezinne Okparaebo     | Noruega       | 7.15  | Q,                   |
| 4       | 3       | Mujinga Kambundji    | Suíça         | 7.15  | Q,                   |
| 6       | 2       | Olesya Povh          | Ucrânia       | 7.16  | Q,                   |
| 7       | 1       | Jamile Samuel        | Países Baixos | 7.20  | q,                   |
| 8       | 1       | Ewa Swoboda          | Polónia       | 7.22  | q                    |
| 9       | 2       | Alexandra Burghardt  | Alemanha      | 7.24  |                      |
| 9       | 3       | Audrey Alloh         | Itália        | 7.24  | Recorde pessoal      |
| 11      | 1       | Rebekka Haase        | Alemanha      | 7.25  |                      |
| 12      | 2       | Rachel Johncock      | Reino Unido   | 7.26  | =                    |
| 12      | 3       | Céline Distel-Bonnet | França        | 7.26  |                      |
| 14      | 3       | Ivet Lalova          | Bulgária      | 7.27  |                      |
| 15      | 2       | Inna Eftimova        | Bulgária      | 7.28  | Recorde da temporada |
| 16      | 2       | Maja Mihalinec       | Eslovênia     | 7.29  |                      |
| 17      | 3       | Nataliya Pohrebnyak  | Ucrânia       | 7.30  |                      |
| 18      | 1       | Irene Ekelund        | Suécia        | 7.36  |                      |
| 19      | 1       | Hanna-Maari Latvala  | Finlândia     | 7.37  |                      |
| 19      | 3       | Petra Urbánková      | Chéquia       | 7.37  |                      |
| 21      | 2       | Marika Popowicz      | Polónia       | 7.38  |                      |
| 22      | 1       | Anasztázia Nguyen    | Hungria       | 7.39  |                      |
| 22      | 2       | Tiffany Tshilumba    | Luxemburgo    | 7.39  |                      |
| 24      | 3       | Elin Östlund         | Suécia        | 7.42  |                      |

### Final
A final foi realizada às 16:55 no dia 8 de março de 2015.  

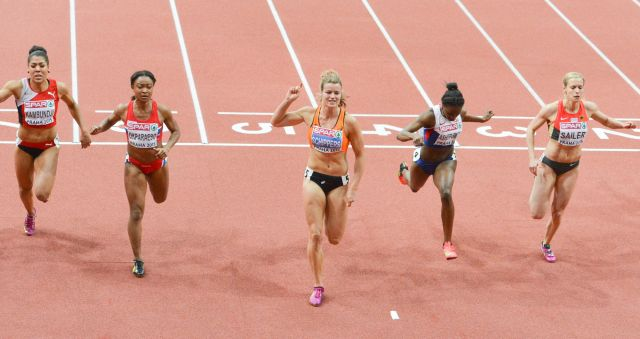
O final da final.

| Posição           | Raia | Atleta            | Nacionalidade | Tempo | Notas            |
| ----------------- | ---- | ----------------- | ------------- | ----- | ---------------- |
| Medalha de ouro   | 5    | Dafne Schippers   | Países Baixos | 7.05  | =,               |
| Medalha de prata  | 4    | Dina Asher-Smith  | Reino Unido   | 7.08  | Recorde nacional |
| Medalha de bronze | 3    | Verena Sailer     | Alemanha      | 7.09  |                  |
| 4                 | 6    | Ezinne Okparaebo  | Noruega       | 7.10  | Recorde nacional |
| 5                 | 7    | Mujinga Kambundji | Suíça         | 7.11  | Recorde nacional |
| 6                 | 8    | Olesya Povh       | Ucrânia       | 7.11  | Recorde pessoal  |
| 7                 | 1    | Jamile Samuel     | Países Baixos | 7.19  | Recorde pessoal  |
| 8                 | 2    | Ewa Swoboda       | Polónia       | 7.20  | EJR              |

Legenda
| Recorde mundial       | Recorde mundial (World record)               |                       | Recorde africano                      | Recorde africano (African) |                                           | Q | Classificado por posição (Qualified) |
| Recorde do campeonato | Recorde do campeonato (Championship record)  | Recorde da América    | Recorde da América (Americas)         | q                          | Classificado por melhor tempo (Qualified) |   |                                      |
| Melhor marca do ano   | Melhor marca do ano (World leading)          | Recorde asiático      | Recorde asiático (Asian)              | DNS                        | Não largou (Did not start)                |   |                                      |
| Recorde nacional      | Recorde nacional (National record)           | Recorde europeu       | Recorde europeu (European)            | DNF                        | Não terminou (Did not finish)             |   |                                      |
| Recorde pessoal       | Recorde pessoal do atleta (Personal best)    | Recorde da Oceania    | Recorde da Oceania (Oceania)          | DSQ / DQ                   | Desclassificado (Disqualified)            |   |                                      |
| Recorde da temporada  | Recorde da temporada do atleta (Season best) | Recorde sul-americano | Recorde sul-americano (South America) | NM                         | Sem marca (No mark)                       |   |                                      |